# بيير أستروم
بيير أستروم (بالسويدية: Peer Åström)‏ هو موسيقي وكاتب أغاني ومنتج أسطوانات سويدي، ولد في 1972 في يوسدال في السويد.

## وصلات خارجية
- بيير أستروم على موقع IMDb (الإنجليزية)
- بيير أستروم على موقع ميوزك برينز (الإنجليزية)
- بيير أستروم على موقع ديسكوغز (الإنجليزية)
- بيير أستروم على موقع قاعدة بيانات الفيلم (الإنجليزية)